# TruckersFM
TruckersFM, également connu sous le nom de Truckers.FM ou TFM, est une station de radio en ligne indépendante créée par la communauté Euro Truck Simulator 2 et American Truck Simulator, et également présente dans d'autres genres de simulateurs tels que Farming Simulator. La station a été fondée en octobre 2015 par Alexander Blackman et Joshua Blackman.
TruckersFM est dirigé par une équipe de présentateurs radio bénévoles qui diffusent une variété d'émissions en direct comprenant de la musique, des divertissements et des informations sur les jeux.
La station diffuse principalement de la musique pop ainsi que de la musique rock et country. TruckersFM est disponible en ligne, sur divers services de streaming audio tels que TuneIn et figure dans les répertoires radio en jeu des titres de jeux de simulation Euro Truck Simulator 2, American Truck Simulator et Farming Simulator 19.
Eurogamer décrit TruckersFM comme « une alternative à l'écoute de stations de radio du monde réel dans un jeu, (qui) est devenue une alternative aux stations du monde réel dans le monde réel. »
La station est principalement financée par la publicité à l'antenne de groupes communautaires, de streameur et d'entreprises virtuelles ainsi que par des dons d'auditeurs.

## Histoire
Lancé en octobre 2015, TruckersFM a été créé en tant que station de radio dédiée pour les communautés de Truck Simulator et du mod multijoueur TruckersMP. L'idée derrière la station est de permettre aux joueurs de se connecter à une station de radio qui leur propose des nouvelles, des histoires divertissantes, des rapports de trafic virtuels et des compétitions en direct avec lesquelles ils peuvent interagir.
TruckersFM a été ajouté au lecteur de radio en jeu Euro Truck Simulator 2 le 6 janvier 2016, puis au lecteur de radio en jeu American Truck Simulator le 2 février 2016.
Le 11 mai 2017, TruckersFM s'est associé à Discord, une application VoIP freeware exclusive conçue pour créer des communautés allant des joueurs à l'éducation et aux entreprises. Sa communauté Discord compte plus de 10 000 membres, ce qui en fait l'une des communautés les plus populaires de la catégorie musique sur Discord.
En février 2018, les membres de l'équipe TruckersFM ont visité le siège de SCS Software, les développeurs d'Euro Truck Simulator 2 et d'American Truck Simulator . La visite a abouti à une relation plus étroite entre la station et les développeurs de jeux, ainsi qu'à la création d'une image radio exclusive pour TruckersFM, composée de membres de l'équipe de développement du jeu disant le slogan TruckersFM.
Le 8 août 2019, TruckersFM a été ajouté au répertoire radio de Farming Simulator 19 pour que les joueurs puissent l'écouter directement dans le jeu tout en jouant.
En octobre 2019, TruckersMP, la communauté qui a créé un mod multijoueur pour Euro Truck Simulator 2 et American Truck Simulator, s'est associée à TruckersFM pour fournir des mises à jour exclusives, des événements officiels et des cadeaux pour la communauté de simulation.
Le 26 mai 2019, TruckersFM a lancé une nouvelle station sœur appelée BigRigFM, une station de radio de musique country, créée pour répondre spécifiquement à la section des conducteurs de camions américains de 18 wheels of steel de la communauté Truck Simulator.
Le 16 octobre 2020, TruckersFM a célébré son 5e anniversaire de diffusion avec un festival virtuel en jeu sur la modification multijoueur d'Euro Truck Simulator 2, TruckersMP. Ils se sont également associés à des marques de jeux et des développeurs tels que HyperX, PulluP Entertainment, SCS Software et Fanatec pour offrir plus de 2 000 euros de prix aux auditeurs et aux abonnés sur leurs réseaux sociaux.

## La programmation
TruckersFM diffuse une variété de programmes, produits par une équipe de présentateurs radio bénévoles basés à travers le monde.
Il diffuse 24 heures sur 24, avec des programmes tels que The Most Played Chart, Club Upside Down, Rock & Flow, Evenings with Mark, Morning Coffee with Jay, The Feel Good Friday Show, The Texmix Request Show, TFM @ Nite, TFM Session, et bien d'autres.

## "Street Team"
Étant une station de radio fortement axée sur la communauté, TruckersFM a lancé sa propre "Street Team'' virtuelle en octobre 2018. La "Street Team" organise chaque mois des convois en ligne sur la modification multijoueur de TruckersMP, permettant aux présentateurs et au personnel de TruckersFM d'interagir directement avec la communauté. Ces convois virtuels voient généralement plus de 200 joueurs en ligne assister et participer, et à l'occasion, ils ont vu entre 300 et 500 participants.
L'ampleur des convois mensuels "Street Team" a contribué à la création d'un partenariat avec TruckersMP, qui a noté que TruckersFM « est l'une des plus grandes communautés qui contribue de manière significative à TruckersMP sur une base régulière. ».